# JuBi-gebouw
Het JuBi-gebouw (ook wel JuBi-torens genoemd) is een Rijkskantoor in Den Haag waarin het ministerie van Justitie en Veiligheid (J&V) en het ministerie van Binnenlandse Zaken en Koninkrijksrelaties (BZK) gehuisvest zijn. De afkorting JuBi staat voor de gebruikers van de torens: Justitie-Binnenlandse zaken. 

## Bouw
Het complex is ontworpen door Hans Kollhoff, die het uiterlijk heeft geïnspireerd op oude wolkenkrabbers in de Verenigde Staten. Het is gebouwd voor 330 miljoen euro door BAM, Ballast Nedam, Homij en Imtech in opdracht van de Rijksgebouwendienst. De oplevering was in december 2012.

### Compositie
Het complex bestaat uit laagbouw met twee torens van 146 meter hoog. De hoofdingang ligt aan een atrium tussen de twee torens, van daaruit zijn ze beide te zien: de ene rood, de andere wit. De vloeroppervlakte is 132.000 m² en geeft ruimte voor 4000 werkplekken.

### Beheer
Het beheer van het gebouw is ondergebracht bij de concerndienstverlener binnen de Rijksoverheid, FMHaaglanden.

## Locatie
Het complex is —samen met woontoren de Kroon— in de plaats gekomen van het begin 2008 afgebroken woongebouw De Zwarte Madonna aan de Haagse Turfmarkt. De voetgangersroute van Den Haag Centraal naar het winkelhart loopt over deze Turfmarkt. De nieuwbouw is samen met De Resident een belangrijke ontwikkeling geweest in het Wijnhavenkwartier.

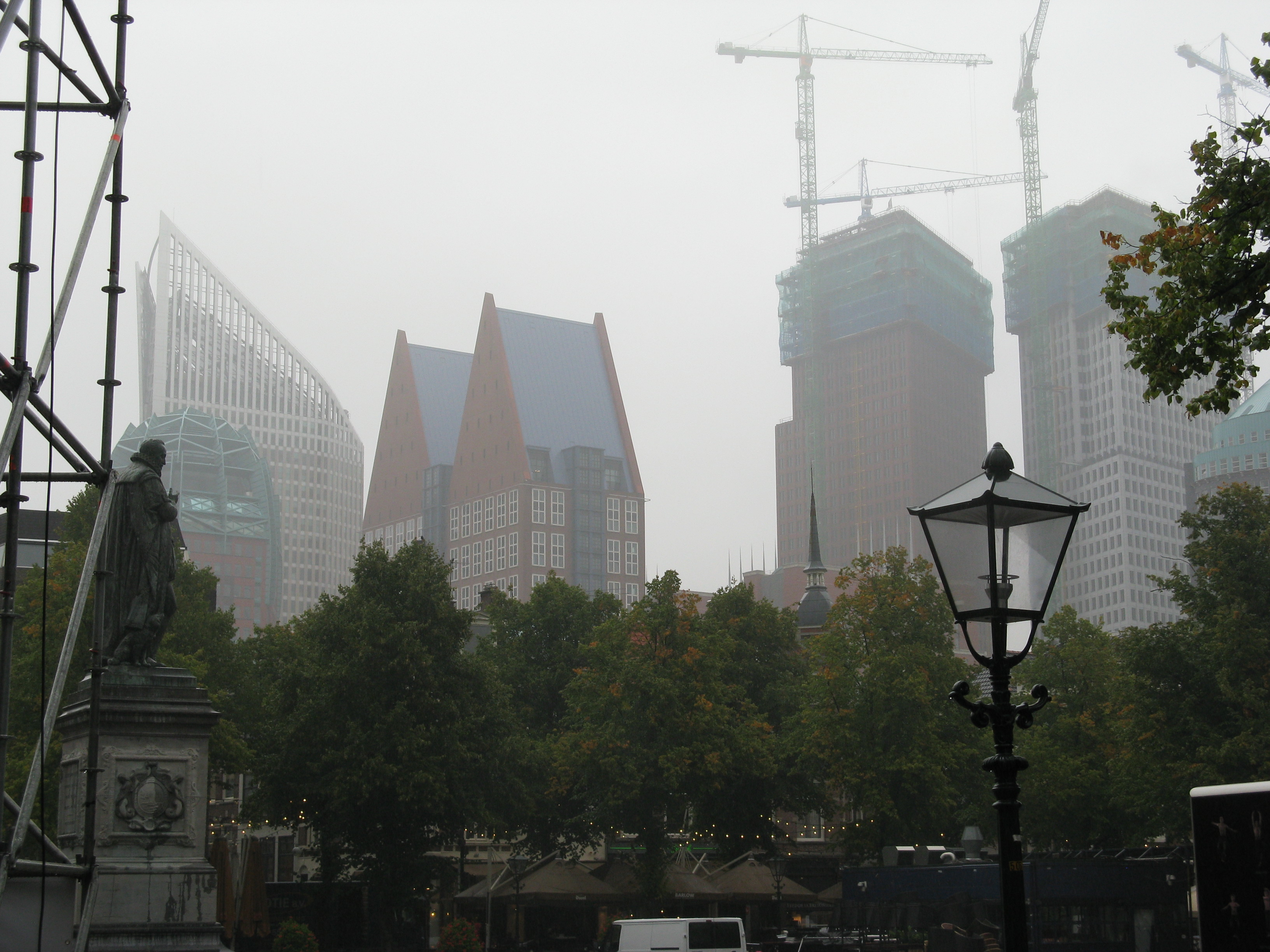
De torens tijdens de bouw
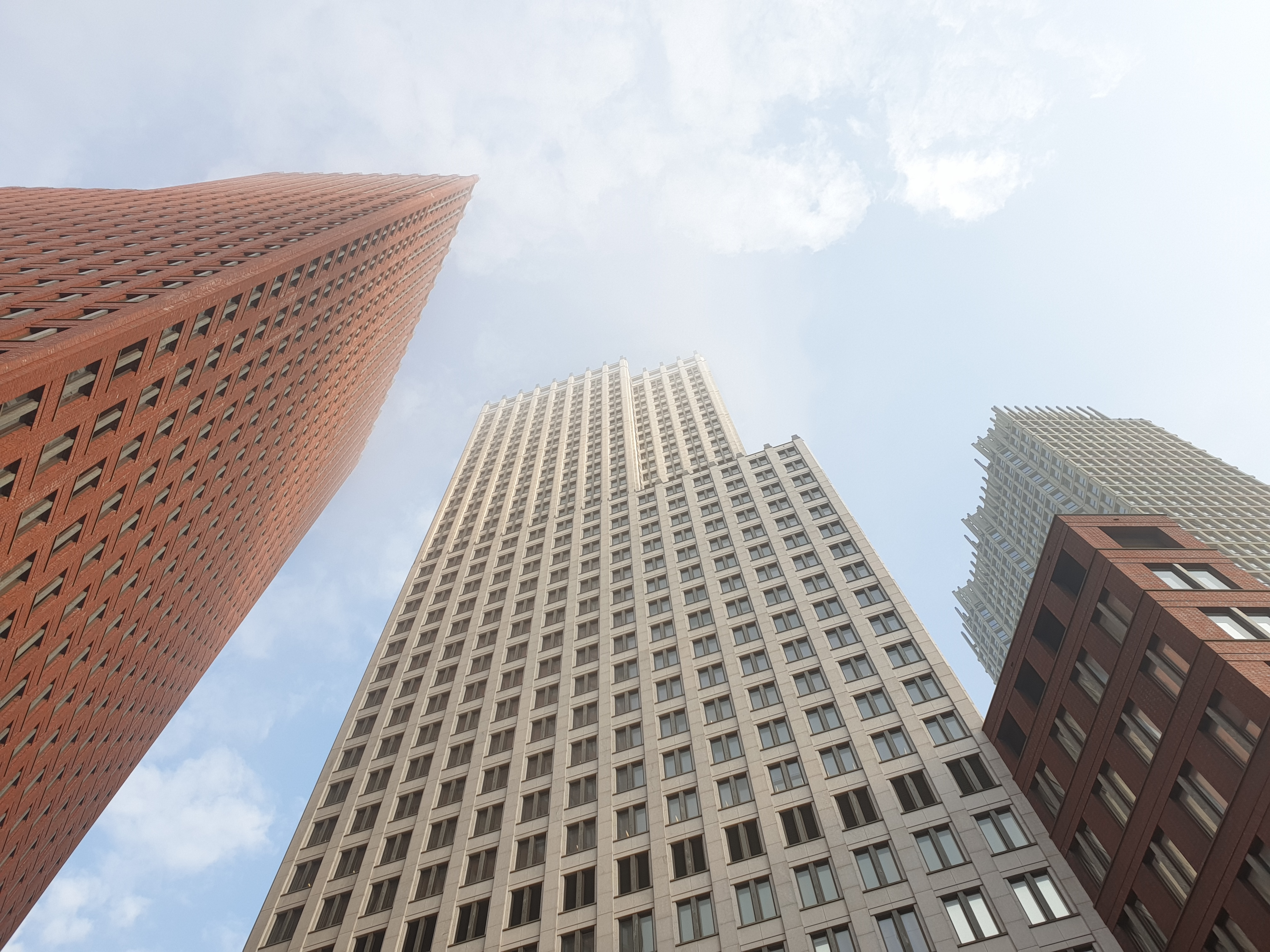
De torens in 2019

JuBi-torens · Hoftoren · New Babylon · The Grace I & II · Het Strijkijzer · De Kroon · Grotius I & II · Prinsenhof · Castalia · Sint-Jacobuskerk · Haagse Toren · Vredespaleis · Zurichtoren · Leonardo da Vinci I · Muzentoren · Witte Anna · Centre Court · Pharos · Malietoren · De Groene Toren · Zilveren Toren · Stadsdeelkantoor Escamp
Cooltoren (Rotterdam) · Delftse Poort (Rotterdam) · FIRST (Rotterdam) · Hoftoren (Den Haag) · JuBi-gebouw (Den Haag) · De Kroon (Den Haag) · Maastoren (Rotterdam) · Millenniumtoren (Rotterdam) · Mondriaantoren (Amsterdam) · Montevideo (Rotterdam) · New Babylon (Den Haag)  · New Orleans (Rotterdam) · The Red Apple (Rotterdam) · Rembrandttoren (Amsterdam) · De Rotterdam (Rotterdam) · Het Strijkijzer (Den Haag) · Westpoint (Tilburg) · World Port Center (Rotterdam) · De Zalmhaven (Rotterdam)
Achmeatoren (Leeuwarden) · Alphatoren (Enschede) · Carlton (Almere) · Erasmusgebouw (Nijmegen) · Europees Octrooibureau (Rijswijk) · EWI-gebouw (Delft) · Hondsrugtoren (Emmen) · Innovatoren (Venlo) · Kempkensberg (Groningen) · Niko (Eindhoven) · Provinciehuis ('s-Hertogenbosch) · Rabobank (Utrecht) · Sardijntoren (Vlissingen) · IJsseltoren (Zwolle)